# Alexandru Cîmpanu
Alexandru George Cîmpanu (n. 8 octombrie 2000, România) este un fotbalist român, care joacă pe post de mijlocaș la UTA Arad în SuperLiga României, împrumutat de la Universitatea Craiova.